# Pedregales de Tequesquipan
Pedregales de Tequesquipan är en ort i kommunen Temascaltepec i delstaten Mexiko i Mexiko. Samhället hade 398 invånare vid folkräkningen 2020.